# リビング・ストリーム・ミニストリー
リビング・ストリーム・ミニストリー（Living Stream Ministry：略称LSM),1968年にウィットネス・リーによって創設された、ローカル・チャーチに関係している、ウォッチマン・ニーとウィットネス・リーの働きを紹介するように定められている、カルフォルニア州アナハイムにある非営利の団体である。 
業務は、複数のグローバルなセンターを運営し、回復訳聖書の出版と配布によってマルチメディアの出版と配布によって遂行されている。